# 茨菇塘街道
茨菇塘街道，中华人民共和国湖南省株洲市荷塘区下属的一个街道，因驻地茨菇塘路得名。辖区内驻有株洲硬质合金集团有限公司（原六〇一厂）及其家属区。

## 建制沿革
- 1949年，属湘潭县；
- 1956年，属株洲市荷塘铺区；
- 1969年，改置茨菇塘街道，属株洲市东区；
- 1997年，改属荷塘区。

## 行政区划
茨菇塘街道下辖14个社区：
- 上月塘社区、新月塘社区、长征社区、前进社区、钻石路社区、荷叶塘社区、麻园社区、黄家塘社区、红旗路社区、余家冲社区、红旗村社区、天鹅社区、601社区、汽车城社区